# Стипе Ђерек
Стјепан Стипе Ђерек (Љубнић, код Бугојна, 7. септембар 1912 — Ћусине, код Јајца, јул 1942), рудар, учесник Шпанског грађанског рата и Народноослободилачке борбе и народни херој Југославије.

## Биографија
Рођен је 7. септембра 1912. године у селу Љубнић, код Бугојна. Потиче из сиромашне сељачке породице. Због недостатка материјалних средстава, после завршене основне школе, није могао наставити даље школовња, па је остао на селу и помагао оцу у сеоским пословима. Пошто није желео да се помири са тешким животом, сиромашног сељака, пошао је у свет. Најпре је дошао у Сарајево, где је радио физичке послове, а потом је радио и у неким другим градовима Босне и Херцеговине. Године 1928, као шеснаестогодишњак, отишао је у Белгију, где је осам година радио у рудницима. Као рудар, приступио је радничком покрету и учествовао у политичким и тарифним акцијама. 

### Шпански грађански рат
Године 1936, почео је грађански рат у Шпанији и Стипе је добровољно, међу првим југословенима, отишао да се бори за Шпанску републику. За разлику од осталих Југословена, који су већином били у пешадијским и артиљеријским, он је био једини Југословен у инжењеријским јединицама Шпанске републиканске армије. Због својих заслуга на фронту, почетком 1939. године, примљен је у чланство Комунистичке партије Југославије. После пораза шпанске републике, 1939. године, заједно са осталим борцима интернационалних бригада, био је затворен у логору у Француској. 

### Народноослободилачка борба
Половином 1940. године, успео је да се са једном групом шпанских бораца, пребаци у Југославију. По доласку у земљу, вратио се у родни крај. Пошто је као шпански борац, био на мети полиције, више пута је био хапшен и малтретиран, а крајем 1940. године је позван у резервни састав Војке Краљевине Југославије. У резерви га је затекао Априлски рат и капитулација. После капитулације био је заробљен, али је користећи своје искуство из Шпанског грађанског рата, успео да побегне из заробљеништва и врати се у родно место. 
Пошто у његовом месту није било организованих снага Народноослободилачког покрета, а није имао никакве везе са организаторима устанка у удаљеном Јању, Стипе је тек априла 1942. године ступио у партизане. Када су италијанске трупе с месном усташком милицијом предузеле акцију „чишћења“ на Зијамету и Скакавцу, где се тада налазио један батаљон Трећег крајишког партизанског одреда, Стипе се придружио милицији коју је предводио усташки логорник у Бугојну, Никола Јуришић. У току борбе је искористио прилику када је остао сам с логорником и убио га. Потом је узео његово оружје и обавестио усташе да је логорник погинуо, на што су се они разбежали, а он се „предао“ партизанима. Тако се нашао у Петом батаљону Трећег крајишког партизанског одреда. 
Пошто га партизани нису добро познавали, у почетку су се према њему држали резервирано, али је Стипе својим људским квалитетама и изванредном храброшћу у борби стекао поверење својих сабораца. Тако је, крајем јуна 1942. године, голим рукама заробио топ од домобрана код Грдова, недалеко од Јајца, растеравши посаду. Други пут се код Јајца прикрао усташи који је чувао стражу, убио га и запленио митраљез. 
Погинуо је, у јуришу на непријатељски бункер, на Бравницама, испод Ћусине, код Јајца, почетком јула 1942. године. 
Указом председника Федеративне Народне Републике Југославије Јосипа Броза Тита, 27. јула 1953. године, проглашен је за народног хероја.